# Lista de municípios do Rio Grande do Norte por população (1900)
Esta é uma lista de municípios do Rio Grande do Norte por população segundo o censo de 1900, o terceiro realizado no Brasil, depois de 1872 e 1890. Na época, o estado possuía 36 municípios.
| Posição             | Município               | População |
| ------------------- | ----------------------- | --------- |
| 1                   | Taipú                   | 16 267    |
| 2                   | Natal                   | 16 056    |
| 3                   | Mossoró                 | 12 602    |
| 4                   | São José de Mipibú      | 12 046    |
| 5                   | São Gonçalo do Amarante | 11 742    |
| 6                   | Caicó                   | 11 449    |
| 7                   | Macahyba                | 10 913    |
| 8                   | Ceará-Mirim             | 10 865    |
| 9                   | Santo Antonio           | 10 789    |
| 10                  | Sant'Anna do Matos      | 10 341    |
| 11                  | Jardim do Seridó        | 10 139    |
| 12                  | Santa Cruz              | 9 701     |
| 13                  | Assu                    | 8 557     |
| 14                  | Apody                   | 8 170     |
| 15                  | Macáo                   | 8 139     |
| 16                  | Martins                 | 7 562     |
| 17                  | Goyaninha               | 7 030     |
| 18                  | Cuitezeiras             | 6 690     |
| 19                  | Nova Cruz               | 6 485     |
| 20                  | Curraes Novos           | 6 367     |
| 21                  | Canguaretama            | 6 303     |
| 22                  | Acary                   | 6 246     |
| 23                  | Triumpho                | 5 889     |
| 24                  | Páo dos Ferros          | 5 827     |
| 25                  | São Miguel              | 5 688     |
| 26                  | Patú                    | 4 894     |
| 27                  | Papary                  | 4 700     |
| 28                  | Flores                  | 4 563     |
| 29                  | Caraúbas                | 4 275     |
| 30                  | Angicos                 | 4 271     |
| 31                  | Jardim de Angicos       | 4 191     |
| 32                  | Arez                    | 3 480     |
| 33                  | Porto Alegre            | 3 434     |
| 34                  | Serra Negra             | 3 036     |
| 35                  | Luiz Gomes              | 2 901     |
| 36                  | Touros                  | 2 709     |
| Rio Grande do Norte | Rio Grande do Norte     | 274 317   |